# 汽車總動員
，是一部於2006年上映的美國電腦動畫喜剧片，由皮克斯动画工作室制作，华特迪士尼影业发行。這是皮克斯的第七部動畫長片，也是迪士尼收購皮克斯前，兩家公司再保持舊有合約下的最後一部電影。
電影由之前三部電影《玩具總動員》、《玩具總動員2》的導演约翰·拉萨特（John Lasseter）執導，背景設定在一個由擬人化的汽車和其它車輛所組成的世界，一輛名為閃電麥坤的賽車在前往他一生中最大的賽車比賽的路上，被困在一個名為油車水鎮的破舊小鎮，並在此次經歷學到關於友誼、家庭和生活中真正值得等待的事情。其配音陣容包括歐文·威爾森、保羅·紐曼、邦妮·亨特、丹尼爾·勞倫斯·懷特尼、切奇·馬林、托尼·夏爾赫布、約翰·拉岑貝格爾、喬治·卡林、珍妮佛·路易斯、理查·佩蒂和麥可·基頓。賽車手小戴爾·恩哈特、马里奥·安德烈蒂、迈克尔·舒马赫和汽車愛好者傑·雷諾則在該片聲演自己。
《Cars》於2006年5月26日在北卡羅來納州康科德的夏洛特賽車場首映，並於2006年6月9 日在美國上映，該部電影獲得普遍好評，並獲得商業上的成功，全球票房收入4.62 億美元，隨後獲得包括最佳動畫長片在內的兩項奧斯卡獎提名，但輸給了《快樂腳》，然而最終《Cars》獲得了安妮獎最佳動畫長片和金球獎最佳動畫長片獎）。電影於2006年11月7日發行DVD版本，2007年發行藍光版本。這部電影同時獻給電影的聯合導演兼聯合編劇喬·蘭福特，他在電影製作期間死於車禍。
《汽車總動員》的成功使得皮克斯推出了多項衍生作品，包括皮克斯製作的兩部續集和迪士尼卡通工作室製作的兩部衍生作品《飛機總動員》 ，《Cars 2：世界大賽》於2011年上映。

## 劇情

由左至右：路霸
、閃電麥坤、冠軍。

閃電麥坤（Lightning McQueen）是一輛渴望贏得「洲際盃汽車大赛」（Piston Cup Championship）的新晉賽車，在賽事的最後一圈與阿戚（Chick Hicks，麥可·基頓聲演）與前冠軍-車王（"The King", Strip Weathers，理察·佩帝聲演）同時衝線，三車將於七天後在加州舉行的附加赛中分出勝負。
麥坤急盼勝出比賽以擺脫舊贊助商和取代前冠軍的地位，為搶先抵達賽車場開始練習而要求接載他的運輸卡車夥伴阿麥通宵行駛。阿麥在路上因倦打盹並被四輛街頭賽車嚇倒，導致車上的麥坤模型掉下並按了車門的開關制，更令麥坤在睡夢中溜出公路。麥坤驚醒後在黑夜中迷路，闖進了冷清的油車水鎮（Radiator Springs）並破壞了鎮上的主要道路。
麥坤在拖吊車「拖線」（Mater）看守下度過了晚上，第二天被帶到法庭。鎮上的法官兼醫師韓大夫（Doc Hudson，保羅·紐曼飾）宣判麥坤立即離開本鎮，但鎮上律師莎莉（Sally Carrera，邦妮·亨特飾）說服韓大夫讓麥坤留在鎮上把被破壞的道路修好。

藍天博士（左）和閃電麥坤（右）在他們的「比賽」前

麥坤不欲花數天時間修好路面，其粗劣的修路過程把路面弄得更糟，但在與韓大夫進行的打賭比賽中落敗後被迫重新鋪設路面，過程中開始與鎮上居民打成了一片成了朋友，也獲悉小鎮因在66號公路旁而一度繁榮，但40號州際公路的啟用導致小鎮的訪客減少而衰落。麥坤也發現韓大夫乃洲際盃汽车大赛的三屆冠軍得主，但1954年的一場意外使他被迫退出並被車迷遺忘。麥坤修好道路後啟發各位居民開始修繕小鎮，但韓大夫因較早前暗地向媒体透露了麥坤正在鎮上，大批媒體和阿麥湧至小鎮，麥坤匆促下離開小鎮參加比賽。
在比賽中，麥坤因不時分神而落至最後一名，但在看見油車水鎮部分居民到了賽車場上擔任他的維修團隊而重新振作，逐漸追上並取得領先優勢。在最後一圈時，路霸為免成為最後一名把冠軍撞出賽道，導致車王嚴重受損。即將贏得勝利的麥坤憶起韓大夫的遭遇，在終點線前停下讓路霸取得冠軍，再折回把冠軍推向終點。麥坤在大家讚賞其體育精神時決定拒絕大贊助商的邀約，繼續與舊贊助商合作。事後麥坤決定搬到油車水鎮建立賽車事業總部以協助小鎮重新繁榮起來。

### 彩蛋
本片最後花絮惡搞了三部皮克斯經典電影（分別為：玩具總動員，怪獸電力公司和蟲蟲危機），所有的角色改用汽車來呈現，並請阿麥吐槽。

## 配音員
| 配音                  | 配音                                                                     | 配音 | 配音                                                    | 角色 |
| 美國                  | 台灣                                                                     | 香港 | 中国大陆                                                | 角色 |
| --------------------- | ------------------------------------------------------------------------ | --- | ------------------------------------------------------- | --- |
| 歐文·威爾森           | 吳建豪                                                                   | 林海峰 | 黄磊                                                    | 閃電麥坤（Lightning McQueen）是一個速度飛快的賽車新手，贊助商為鏽必治清鏽劑，他已經成為最年輕贏得州際杯冠軍的賽車。在他的腦中，只有兩件事，一個是奪冠，還有就是隨之而來的一切。名譽、金錢、美女、直升機一切都是他所夢想的。但當麥坤在油車水鎮迷路的時候，開始由一輛高傲自大、自私的賽車變成了開始懂得體諒其他車、會為其他車著想的好車，並結識了這一班油車水鎮（Radiator Springs）的朋友，更認了韓大夫（Doc Hudson，保羅·紐曼飾）為自己的恩師兼領隊，雖然最後在形式上沒有贏下冠軍，可是贏得了所有車的尊重，最後更在油車水鎮開始建立自己的賽車事業。           |
| 邦妮·亨特             | 陸明君                                                                   | 林嘉欣 | 徐静蕾                                                  | 莎莉（Sally）是一輛美麗的保時捷911，本为律师的她因為厭倦了忙碌的車道生活而在2002年從洛杉磯來到油車水鎮（Radiator Springs）開始了新的生活，經營交通錐汽車旅館。她迷人、聰明、詼諧，並且是這個小城鎮的代理人，致力於保護和復興這個城鎮，她夢想著某一天，這個小城能"再次出現在地圖上"，後來因為麥坤幫她實現了這個夢想，因此成為了麥坤的女朋友，而油車水鎮旁邊的山頂有一間荒廢的酒店就是他們的定情之地。 |
| 丹尼爾·勞倫斯·懷特尼  | 康康                                                                     | 葛民辉 | 范伟                                                    | 拖線（Mater）是一輛心胸廣寬且有幽默感的拖車，並且是油車水鎮（Radiator Springs）唯一的拖車。擁有一家拖車救援公司，並且負責管理當地的拖吊場，幫助公路上汽油用光或故障的車輛。雖然有一點遲鈍，但他總是樂於助人。拖線非常樂觀，總能看到事情光明的一面，他是麥坤的第一個亦是最好的朋友;他本來的顏色是淡藍色，他最喜歡的經歷是拖鉤釣魚。他希望麥坤贏了冠軍後讓他一起坐直升機，雖然最後麥坤沒有贏到，可是因為德先生欣賞麥坤而順水給了拖線坐直升機的機會，賽後常常跟麥坤一起去閒逛，有一次閒逛時在懸崖找到自己的車蓋，但自己不小心打了個噴嚏後又再次將車蓋噴下懸崖。 |
| 保羅·紐曼             | 佟紹宗                                                                   | 鍾景輝 | 周志强                                                  | 韓大夫（Doc Hudson）是一輛1951年出產的Hudson Hornet，表面上他是一位受人尊敬的法官和醫生。真實身份其實是50年前連續贏下洲際盃三屆冠軍的偉大賽車，非常受到賽車界尊敬，但其本人则对这份荣誉不屑一顾。後來成為了麥坤的師父兼領隊，賽後更合力地把油車水鎮重新打造成一個旅遊勝地，并經常跟麥坤一起練習比賽。 |
| 托尼·夏爾赫布         | 陳宗岳                                                                   | 黎耀祥 | 任亚明                                                  | 卡布（Luigi）：一輛黃色菲亞特500，油車水鎮輪胎行的老闆之一，與吉多是歡喜冤家，但兩位都喜歡法拉利。後來加入麥坤車隊幫忙比賽上換胎，賽後因為麥坤暗中幫忙宣傳，終於吸引了一輛真正的法拉利來光顧，讓他當場昏倒。 |
| Guido Quaroni         | 李勇                                                                     | 趙增熹 | 郝祥海                                                  | 奇諾（Guido）：一輛藍色堆高機，配色參照寶馬Isetta，油車水鎮輪胎行的老闆之一。是个换胎高手，只會說意大利文。與卡布是歡喜冤家，但兩位都喜歡法拉利。後來加入麥坤車隊幫忙比賽上換胎，奇快無比的換胎速度連專業的維修團隊都為之一驚（一開始還被路霸的維修團隊看不起），賽後因為麥坤暗中幫忙宣傳，終於吸引了一輛真正的法拉利來光顧，而法拉利講了一口流利的義大利文後讓他當場昏倒。 |
| 切奇·马林             | 胡立成                                                                   | 黎彼得 | 茅菁                                                    | 雷蒙（Ramone）：一輛紫色雪佛蘭羚羊跳跳車，油車水鎮汽車美容店店主，但也會簡單的維修，跟芙蓉是夫妻關係。 |
| 珍妮佛·路兒士         | 姜瑰瑾                                                                   | 朱咪咪 | 林兰                                                    | 芙蓉（Flo）：油車水鎮餐廳店主，雷蒙的妻子，販售可口的汽油。 |
| Joe Ranft             | Luis Daniel Ramírez                                                      | Luis Daniel Ramirez |                                                         | 小紅（Red）：油車水鎮的消防車，平時沈默寡言，但是遇到傷心之事就會嚎啕大哭；喜歡種花。 |
| Katherine Helmond     | 崔幗夫                                                                   | 龍寶鈿 | 徐燕                                                    | 莉絲（Lizzie）一輛福特T型車，在油車水鎮經營紀念品店的怀旧老婆婆。十分疼愛麥坤。丈夫史丹利為小鎮的創建者，但老早就去世了。 |
| 约翰·拉岑贝格尔       | 陳旭昇                                                                   | 王青 | 光头王凯                                                | 麥大叔（Mack）：鏽必治車隊安排給麥坤的專用運輸車，一開始雖然被麥坤的自私行為拖累，但後來麥坤個性變好了就沒有追究。 |
| 湯姆與雷伊·馬格利奧齊 | 李勇 姜先誠                                                              | 孔慶慇 詹志文 | 郭政建 高增志                                           | 老灰和老鏽（Rusty and Dusty Rust-eze）：鏽必治清潚劑的兩位老闆，贊助麥坤出賽，雖然麥坤起初不喜歡他們，可是當麥坤最後看到他們跟油車水鎮的朋友相處融洽，還是決定繼續由他們贊助，並拒絕了岱諾可公司的代言人合約。 |
| 麥可·基頓             | 孫中台                                                                   | 樓南光 | 芒莱                                                    | 路霸（Chick）：麥坤的对手，一直觊觎车王冠军宝座的野心家，在比赛中常常设计陷害对手，在比賽的最後因為不想再最後一名所以靠使诈把車王撞毀拿到了冠軍，可是在頒獎禮上被一眾記者和粉絲報以噓聲。 |
| 理查德·佩蒂           | 陳宗岳                                                                   | 古天農 | 陆揆                                                    | 車王史崔威勒（Strip 'The King' Strip Weathers）:一輛普利茅斯超級鳥，岱諾可汽油公司贊助的賽車，州際杯常勝將軍。剧终因被路霸陷害错失冠軍，但被麦坤推回终点从而完成生涯最后一场比赛，賽後跟太太一起到油車水鎮遊玩並參觀了韓大夫的博物館（韓大夫是他們的偶像）。 |
| Paul Dooley           | 康殿宏                                                                   | 周永坤 | 叶保华                                                  | 士官長（Sarge）：退伍老兵，一輛駐紮在油車水镇的威利吉普，辉哥的邻居和好友，但經常抱怨輝哥的音樂吵到他。在賽後成立了一個『士官長SUV菜鳥訓練營』，專門訓練像他一樣的吉普車，並要那些吉普車告別柏油路，多跑沙子路。 |
| Michael Wallis        | 洪明                                                                     | 郭峰 | 陆建艺                                                  | 警長（Sheriff）：水星8號警車，在麥坤闯入油車水鎮時追击并拘捕了麥坤。 |
| 喬治·卡林             | 于正昌                                                                   | 辛偉強 | 蓋文革                                                  | 阿飛（Fillmore）：一輛綠色的福斯T1箱型車，在油車水鎮賣有機汽油，跟芙蓉賣味道相比，輝哥賣的是健康，後來受麥坤邀請提供比賽用的汽油。 |
| 賀皮·威勒爾           | 洪明                                                                     | 周志輝 | 赵晓明                                                  | 老德（Tex Dinoco）：岱諾可汽油公司老闆，赛后邀请麦坤与之签约，不過麥坤為了情義而沒有答应，事後替麥坤宣傳油車水鎮。 |
|                       | 夏治世 丘梅君 曾詩淳 王俊博 劉屹 劉安 劉小芸 蘇振威 方榮鋒 陳俊國 王嘉浩 | 李力持 車淑梅 李德能 李楓 龍天生 葉偉麟 譚天樂 李建良 金培達 邵美君 楊耀泰 袁富華 葉振聲 游飈 戴耀明 徐蕙賢 劉文光 余詠翠 郭美卿 林至泰 冼詠儀 梁偉強 譚錦萌 馮志輝 黃翠儀 甄錦華 | 张云明 张磊 姚麟 王涛 田波 张遥函 梁颖 杨晨 王凯 李龙滨 | |

## 反響

### 專業評價
烂番茄网站新鲜度达74%，平均分为6.9，好评居多。该网站的批评共识是，“汽车提供的视觉享受远远弥补了它写得有些单薄的故事，但给了年轻观众带来了令人满意的娱乐消遣。”Metacritic网站的評分为73，表示“普遍好评”。由CinemaScore调查的观众对这部电影的评分为A +到F级，平均分数为A。
美国大多数报社和周刊的影评人都大赞该电影的故事内涵和深度，电影制作令人惊叹地呈现了皮克斯电影中的关键要素，而汽车的故事则带有清晰而朴实的道德感。这种新型汽车既存在于当今的涡轮增压中，也存在于50年代较为温和的时代，皮克斯电影跨越了迪斯尼的风格成为经典之作。

### 票房
美国票房为$244,082,982，全球则为$461,981,604。

### 相关荣誉
在2006年的颁奖季中，《赛车总动员》的表现非常成功。许多影评人协会，如广播影评人协会和美国电影评论议会将其评为2006年最佳动画长片。《赛车总动员》还获得了烂番茄2006年最佳评论动画的称号。蘭迪·紐曼和詹姆斯泰勒也因电影歌曲「Our Town」获得格莱美奖，后来又被提名为奥斯卡最佳原创歌曲奖。这部电影还获得了奥斯卡最佳动画片提名。在第33届人民选择奖上，《赛车总动员》也被选为最受欢迎的家庭电影。《赛车总动员》获得的最负盛名的奖项是首届金球獎最佳動畫。该电影还获得了2006年的安妮獎最佳動畫片獎。在2008年，美国电影学会提名这部电影为其十大动画电影名单。

## 家庭媒體

### DVD
《汽車總動員》的DVD於2006年10月25日在澳洲和紐西蘭推出，並於11月7日在美國發行。台灣隨後於11月10日上市，英國則於11月27日發行，並同時推出寬螢幕和全螢幕的版本。DVD中收錄的兩隻短片（Mater and the Ghostlight）和（One Man Band，另一部皮克斯的短片，在戲院於汽車總動員開始前播出），以及故事的靈感起源（一部16分鐘長的紀錄片，關於電影的導演約翰·拉薩特）。
與以往皮克斯的DVD不同，這次的DVD僅有單碟版，目前為止（2006年11月）尚未有雙碟版的推出計畫。根據皮克斯DVD製作部門的莎拉·馬赫（Sara Maher）表示，這是因為約翰·拉薩特和皮克斯正忙於製作下一部電影（Ratatouille），而在DVD的網站上也發表了未曾公開過的片段。。
該片在2006年6月9日於台灣上映，隨後在同年7月13日於香港上映，中国大陆上映日則为同年8月22日。在台灣上映時，以英文片名「Cars」上檔而無中文名稱，但行政院新聞局相關法規指出片名註冊時須為中文，故登記時之中文片名為《車》，後來當地發行DVD再另取譯名為《汽車總動員》。

## 後續

### 反斗車王天地
2012年6月15日，美國加州的迪士尼加州冒險樂園開啟了反斗車王天地。內有三個遊戲：
- 打冷鎮大賽車
- 路易茲的飛天輪胎
- 哨牙嘜的垃圾場大露營

## 外部連結
- 中国大陆官方网站（页面存档备份，存于）
- 迪士尼香港官方網站-Disney.com.hk 反斗車王官方網站
- 互联网电影数据库（IMDb）上《汽車總動員》的资料（英文）
- 爛番茄上《汽車總動員》的資料（英文）
- Box Office Mojo上《汽車總動員》的資料（英文）
- AllMovie上《汽車總動員》的资料（英文）
- Metacritic上《汽車總動員》的資料（英文）
- 開眼電影網上《汽車總動員》的資料（繁體中文）
- Yahoo奇摩電影上《汽車總動員》的資料（繁體中文）
- 时光网上《汽車總動員》的資料（简体中文）
- 豆瓣电影上《汽車總動員》的資料 （简体中文）